# Darkoneta stridulans
Darkoneta stridulans is een spinnensoort uit de familie Archoleptonetidae. De wetenschappelijke naam van de soort werd voor het eerst geldig gepubliceerd in 1994 door Norman I. Platnick.
[[Categorie:]]